# Háromszínű frangipáni
A háromszínű frangipáni (avagy frangipani, Plumeria rubra L. forma tricolor) a tárnicsvirágúak (Gentianales) rendjéhez tartozó meténgfélék (vagy télizöldfélék, Apocynaceae) családjában a frangipani nemzetség Plumeria rubra fajának alakváltozata.

## Származása, elterjedése
Eredeti élőhelye Közép-Amerika (Dél-Mexikótól Dél-Amerika északi partvidékéig). Dísznövényként a világ számos trópusi és szubtrópusi éghajlatú területére betelepítették, egyebek közt Madeirára is, ahol a sziget déli partján több parkban is díszlik, de legfeljebb 300 m magasan Megtalálható egyebek közt a Szent Katalin Parkban és a Városi Kertben is.
Jelenleg a leginkább Ázsia trópusi éghajlatú vidékein népszerű.

## Megjelenése, felépítése
Alacsony fa, kb. 6 m magasra nő meg. Koronája szétterülő, olyan széles, mint amilyen magas. Legalsó ágai nem sokkal a talajszint fölött erednek; lombkoronája tömött.
Sötétzöld levelei fényesek, oválisak, a végük kihegyesedik. A háromszínű nevet onnan kapta, hogy ötszirmú virágainak közepe és gyakran a szegélye is rózsaszín, a középtájt sárga, kívül vajfehér. Ez a nemesítés eredménye — a vadon termő törzsváltozat virágai sárga alapon fehéres árnyalatúak. Illatuk erőteljes, kellemes.
A kemény, hosszúkás magház 20–60 magot rejt.
A megvágott növény tejszerű nedvet ereszt (a bütykös, csomós ágak és a levelek is).
Fája csak 500 °C fölött gyullad meg.

## Életmódja, élőhelye
Júniustól (májustól) októberig virágzik, nagy fürtökben. Virágnyílás idején leveleit elhullatja.
Trópusi növény lévén a fagyot nem bírja; már a 10 °C alatti hőmérsékletet is rosszul tűri.

## Felhasználása
Az éteriség szimbólumaként a törpe hawaii rózsával (Plumeria obtusa) együtt gyakran ültetik templomkertekbe és temetőkbe.